# Monte Milone (meteorite)
Monte Milone è un meteorite caduto l'8 maggio 1846 a Montemilone, oggi Pollenza, nelle Marche.

## Storia del ritrovamento
Il meteorite cadde in una mattina piovosa, l'8 maggio 1846, nei pressi di Tolentino (MC). Un contadino del posto fu il primo ad avvistare un masso cadere dal cielo e conficcarsi per terra dando luogo ad un impatto che lanciò pezzi di terra nel raggio di 30 metri.
Alcuni testimoni avevano visto cadere più di tre massi, tanto da scambiarli per uno stormo di uccelli. I testimoni sostennero che tra un impatto e il successivo passarono 3 minuti ed alcuni contadini furono sorpresi che le pietre fossero incandescenti tanto che alcuni frammenti venuti a contatto con l'acqua delle pozzanghere presenti, dovute al fatto che aveva piovuto, si spaccavano rapidamente.
Arrivò in loco il conte Alessandro Spada Lavinj che vi trovò un cratere quasi intatto dal quale venne estratto un frammento di 500 grammi. Tutto attorno in un raggio di 900 metri furono trovati frammenti di varie dimensioni.
Il primo frammento, quello da 500 grammi, fu dato al delegato apostolico provinciale che lo regalò a monsignor Lavinio de Medici Spada (1801–1863). Questi acquistò la massa principale (2044 g) e la usò per darne una prima descrizione. Quest'ultima rimase nella collezione privata del Lavinio finché nel 1851 papa Pio IX non acquistò per 20000scudi tutta la collezione e la donò al Museo di Mineralogia dell'Università La Sapienza di Roma. Qui fu riscoperta dal mineralogista Giovanni Strüver, e vi è conservata tuttora.